# 竹中直純
竹中 直純（たけなか なおずみ、1968年〈昭和43年〉8月15日 - ）は、日本人の実業家、プログラマー。
ハンドルネームはnt。eチケット・2ちゃんねる検索・モリタポ・コッソリアンケート・レコミュニ（現OTOTOY）・BCCKSなど、多くの電子商取引・電子通貨・音楽配信などの設計・システム開発に携わった。

## 略歴
福井県敦賀市出身。大阪府立大学総合科学部中退。イレギュラーズアンドパートナーズ(I&P)取締役、未来検索ブラジル代表取締役社長（創業者）大統領、株式会社東京産業新聞社代表取締役社長、タワーレコード取締役兼最高技術責任者（グループCTO）、ナップスタージャパン取締役、2ちゃんねるIRC管理人、ニワンゴ取締役などを歴任。
現在はディジティ・ミニミ代表取締役社長（1997年6月の創業より関わる）、未来検索ブラジル代表取締役、東京プラス取締役、武蔵野美術大学非常勤講師、株式会社BCCKS取締役（創業に関わる）、オトトイ代表取締役（創業に関わる）、デジタル・スタジアム（NHKBS2）で2003年からキュレーターなどを務めている。

## 人物
1990年代中盤から2000年まで坂本龍一のインターネット上での表現活動（「D&L Tour」「f」「Trio Tour」「LIFE」など）をサポートした。
村上龍とも交流があり、『希望の国のエクソダス』の主人公の一部は竹中直純をモチーフにしている。
また川端裕人の『The S.O.U.P.』にも執筆協力をしている。
音楽（特にテクノ）とガンダムと自転車とフルーツを好み、アートに造詣が深い。
サイバーエージェントの藤田晋と同じ、福井県立武生高等学校出身である。
2009年3月、NHK BS1の報道番組『今日の世界』でTwitterが特集され紹介された時のコメンテーターである。

## モリタポ
情報の金銭的価値が目減りすることへの危機感から、検索サービスを有料にすることを試行し、その価値流通手段としてモリタポを実装した。西村博之の反対を押し切って コードをきわめて短期間で書いた ようだが、どのような点での反対だったのかは不明である。

## SPIDER
株式会社PTP創業者の一人であり、全録装置「SPIDER」開発のきっかけを作った。

## 音楽配信
2000年頃にメディア・アーティスト協会主催で、ムーンライダーズの未発表音源を素材とし、各種mp3エンコーダの音質を比較実験する企画を発案し、実行した。2004年に起業したレコミュニ社ではSNSと音楽配信を融合し、著作権クリアランスに対し一歩踏み出したサービスを提案したが、SNS事業は盛り上がりに欠け、2008年にサービス内容を配信寄りに修正している。しかしレコミュニからOTOTOYと改名した後、2010年現在、CDパッケージの枠にとらわれないHQDと呼ばれる高音質データの販売や、2009年10月に音楽配信サービスで購入したデータに所有感を伴わせることへの試みとしてLIFETIMEを提唱、レビューとしてTwitterを積極的に取り入れるなど、独特のポリシーを持つ音楽配信メディアとして活動している。
また、OTOTOY内で津田大介、川崎和哉、滝口幸子らとともに「タメトーク」というPodcast番組を持ち、ネット周辺のトピックについてさまざまな発言をしていた。
HQDに代わりハイレゾという用語が普及した2014年頃より後は、OTOTOYでもHQDではなく"ハイレゾ"を積極的に使って音源販売を継続している。OTOTOYの特長として、ユーザーがハイレゾ音源のダウンロード時に自由にFLAC, WAV, ALACを選択できる点がある。これはマスター音源からユーザーの要求に応じてサーバサイドでロスレスデータを生成する、独自のエンコードファームの機能を竹中が整備している ことによる。国内国外を問わず、特にALACでのハイレゾロスレス配信を実現しているストアは珍しく、iTunesやiPhoneとの相性が良く、アドバンテージとなっている。
2018年よりOTOTOYではCollectionsという機能を実装、購入した音源をダウンロードせずともWebブラウザ上で再生でき、さらに再生パネルからいつでも音源をダウンロードできるようになった。顧客は購入するだけでなく再生環境まで提供されることになり、これは従来のダウンロード型音楽ストアよりも一歩踏み込んだ提案となっている。

## ポッドキャスト
2021年より、砂原良徳、國崎晋と共に「Operation Sound Recovery」というPodcast番組を公開している。コンピュータ、ネット技術が発達する2000年以降に於いて手元の音楽再生環境が劣化してきているという危機感を覚えた砂原が竹中を指名して始まり、スマホ以降の理想的な再生環境を模索し、自分たちで作ってしまおうという目的を表明している。
2022年より、平野友康、中村祥一と共に「まずは耳からはじめよ」と題したPodcast番組を公開している。2024年4月現在2シーズンが公開され、坂本龍一のインターネットへの文化的貢献を可能な限り詳細克明に残しておくというコンセプトを基礎に、文化、社会、資本主義など広いテーマを扱っている。エピソード公開後に坂本本人からの訂正が入りそれが新エピソードとなるなど、当事者間の一次情報が聴ける貴重な番組となっている。

## BCCKS
「Web上のコンテンツは書きっぱなしのものが多く、今までのメディアで培われてきた編集の良さを発揮する場がない。終わりの無いダラダラしたテキストも良いが、これで終わりと区切られた作品も大切。本という形式は数千年耐えてきたフォーマットなのだから使わない手はない。ディスプレイ広告はネット市場では通用しないのか」といった様々な問題意識から、松本弦人や伊藤ガビンなどと共に2007年に創業した。入念にデザインされたテンプレートにそって写真、テキストをはめ込めば、誰でも美しくレイアウトされた「bcck」を作ることができるサービス。
2010年3月よりオンデマンドシステム「bccksbunko」による「天然文庫」の出版を開始している。第三者のbcckを誰でも購入でき、自分以外のbcckを購入すると販売価格に含まれている印税が著者に支払われるといった特長がある。
2012年よりepub3上位互換のbxmlを策定し、書籍の構造上必須な要素を入れ込むことで、電子書籍を完成させるとそのまま紙の本に出来るシステムを「あたらしいBCCKS」として再構築した。発表会で配られた資料によれば、このプラットフォームによって「出版フローの再定義」を目指す、としている。

## 著書

### 共著
・『DX時代に考える シン・インターネット』集英社インターナショナル新書 ISBN 978-4-7976-8080-5 共著: 村井純